# Caso fortuito
Un caso fortuito  existe cuando el suceso que impide el cumplimiento de la obligación no era previsible usando de una diligencia normal, pero, de haberse podido evitar, se habría evitado.
Doctrinalmente, en Derecho, el caso fortuito es el escalón posterior a la fuerza mayor, que es aquel evento que no pudo ser previsto ni que, de haberlo sido, podría haberse evitado. La ley habitualmente les da un tratamiento similar, e incluso a veces confunde ambos casos, pero existen diferencias.

## Diferencias prácticas entre caso fortuito y fuerza mayor
Si bien ambos conceptos son difusos y en muchos casos la legislación los confunde, la doctrina jurídica coincide en señalar que si bien en ocasiones se puede obligar a un deudor a cumplir una obligación que incumplió por caso fortuito, no se puede exigir nunca una obligación que se incumplió por fuerza mayor.
En Nicaragua, se le da un sentido de conceptualización diferente pero con el mismo resultado, estableciendo que caso fortuito tiene íntima relación con los hechos producidos por mano humana (aunque fuese dado de forma colateral o no directamente) y el caso de fuerza mayor asociado a las fuerzas de la naturaleza.
En el derecho argentino, hay una distinción doctrinaria entre caso fortuito y fuerza mayor, pero a los efectos prácticos tienen las mismas consecuencias. El caso fortuito es de orden interno al agente, y la fuerza mayor un factor externo al agente, o lo que es lo mismo, mientras el caso fortuito acaece en razón una situación o acontecimiento desconocido para el agente, pero que se encuentra en la órbita interna de su actividad; por ejemplo, desperfecto mecánico de una aeronave de la cual se desconoce su origen; por otra parte, la fuerza mayor se provoca por sucesos ajenos al agente, como lo pueden ser los fenómenos atmosféricos o de la naturaleza, es por eso que se llaman factores exógenos.
Desde el punto de vista de los efectos jurídicos, en la medida que ambos conceptos se estén asimilados legalmente, no existiría distinción entre ambos. Sin embargo, la ley habitualmente exime ambos casos, pero permite que se pacte en el contrato la responsabilidad en el caso fortuito.
El caso se ilustra con un suceso real en el que una persona, dentro de su coche, parado y con la ventanilla abierta sufrió lesiones en el ojo a consecuencia de una piedra que saltó al paso de otro vehículo. El afectado demandó a la aseguradora del coche que le provocó las lesiones, pero esta se negó a indemnizarle alegando que el percance se había producido por causa de fuerza mayor. La víctima recurrió a los tribunales que le dieron la razón al entender que la fuerza mayor se debe a un factor ajeno como un rayo o un huracán mientras que el accidente se produce por efecto de una actividad, en este caso la circulación y la existencia de gravilla en la calzada. Por tanto, y al tratarse de un caso fortuito, la aseguradora se vio obligada a indemnizar.

## Legislación por país

### ARGENTINA
El caso fortuito está contemplado en la sección "Otras fuentes de las obligaciones" del Código Civil y Comercial, en el art. 1730:
ARTICULO 1730.- Caso fortuito. Fuerza mayor. Se considera caso fortuito o fuerza mayor al hecho que no ha podido ser previsto o que, habiendo sido previsto, no ha podido ser evitado. El caso fortuito o fuerza mayor exime de responsabilidad, excepto disposición en contrario. Este Código emplea los términos “caso fortuito” y “fuerza mayor” como sinónimos.
Para que exista caso fortuito, se tienen que dar los siguientes requisitos:
- Imprevisibilidad o Irresitibilidad: El caso fortuito es aquel que ha sido imprevisible, o que pudiendo ser previsto, sus consecuencias son irresistibles. No todos los actos de la naturaleza son imprevisibles, siempre depende de la habitualidad y las probabilidades de ocurrencia en el lugar.
- Extraneidad: El caso fortuito debe ser extraño al deudor. No puede haber sido causado por culpa o dolo de éste.
- Actualidad: debe tener origen posterior a la causa de la obligación.
- Sobrevinencia: debe afectar actualmente al deudor.
- Insuperabilidad: El deudor debe estar totalmente imposibilitado de cumplir la obligación.

## Características generales

### Inevitabilidad
El hecho debe ser posible de evitar aplicando la atención, cuidados y esfuerzos normales en relación con el hecho de que se trata. considerando las circunstancias concretas de lugar, tiempo, y persona. Adviértase que si consideramos la culpa como la omisión de las diligencias que debieron adoptarse a tiempo para prever o evitar el daño, no habrá culpa, y si caso fortuito, cuando no obstante aplicar esa conducta el hecho resulta inevitable.
Que el hecho sea extraordinario o anormal no es un carácter distinto de la imprevisibilidad e inevitabilidad, sino que señala precisamente las circunstancias en que el hecho no puede preverse o evitarse. Lo que sale de lo normal y del curso ordinario de las cosas, no es dable prever.

### Hecho ajeno
El hecho debe ser ajeno al presunto responsable, o exterior al vicio o riesgo de la cosa. De otra manera estaríamos en una hipótesis que no es precisamente "causa ajena", que los romanos denominaban casus dolus vel culpa determinatus.